# (1435) Гарлена
(1435) Гарлена (нем. Garlena) — астероид главного пояса, который был открыт 23 ноября 1936 года немецким астрономом Карлом Рейнмутом в обсерватории Хайдельберг в Германии. Астероид был назван помощником Рейнмута профессором В. Шаубом, выполнявшим вычисления орбит астероидов (смысл самого названия неизвестен).

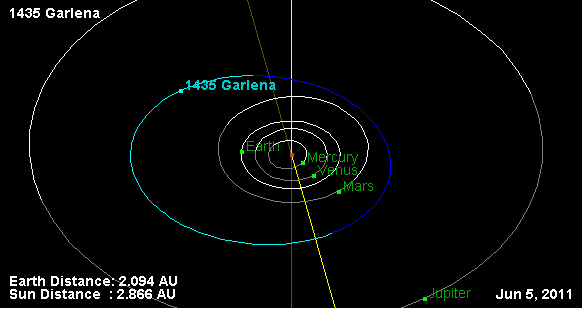
Орбита астероида Гарлена и его положение в Солнечной системе